# Thelypteris simulata
Thélyptère simulatrice
Espèce
Synonymes
- Coryphopteris simulata Aspidium simulatum Davenp., 1894 (préféré par NCBI)[1]
- Dryopteris simulata Davenport[2]
- Thelypteris simulata[1]

Thelypteris simulata, communément appelé la Thélyptère simulatrice, est une espèce de fougères de la famille des Thelypteridaceae.